# Noonien Soong
Il dottor Noonien Soong è un personaggio immaginario dell'universo fantascientifico di Star Trek. È uno scienziato cibernetico umano vissuto sulla colonia della Federazione Omicron Theta per diversi anni, dove ha creato sette androidi dotati di cervello positronico, tra i quali: B-4, Lore e Data, il cui aspetto fisico è stato da lui modellato secondo le proprie fattezze giovanili. È il pronipote dello scienziato genetista e cibernetico del XXII secolo, il dottor Arik Soong.
Il dottor Soong è interpretato da Brent Spiner in tre episodi della serie televisiva Star Trek: The Next Generation.

## Storia del personaggio

### Gli anni giovanili
Pronipote dello scienziato Arik Soong, prosegue i suoi studi e porta avanti il progetto cibernetico di suo bisnonno che aveva iniziato nel 2154 l'ideazione di una forma di vita androide ispirandosi ai Potenziati. All'inizio della sua carriera il dottor Soong venne acclamato a gran voce come il più importante scienziato stellare terrestre esperto di robotica. Egli affermò di poter trasformare in realtà il sogno di Isaac Asimov della creazione di un cervello positronico e si mise alacremente al lavoro per realizzare la sua affermazione. A quanto si riporta il suo progetto fallì miseramente e Soong, caduto in disgrazia e profondamente umiliato, scomparve poco dopo da tutti i circoli accademici e scientifici. Viaggiando sotto falso nome per non farsi riconoscere giunse alla colonia della Federazione dei Pianeti Uniti sul pianeta Omicron Theta e vi si stabilì, riprendendo le sue ricerche e sperimentazioni all'insaputa di tutti tranne che dei suoi vicini.
Su Omicron Theta Soong incontrò la dottoressa Juliana Tainer (il cognome da ragazza era O'Donnell), una scienziata esperta di cibernetica, e se ne innamorò, sposandola in segreto nel 2328 sul pianeta Mavala IV. Insieme, essi si dedicarono a perfezionare il suo progetto originario e crearono degli androidi di aspetto umanoide pienamente funzionali, dotati di intelligenza artificiale.

### Gli androidi
Ciascuno degli androidi creati dai coniugi Soong rappresentava un avanzamento e un raffinamento delle potenzialità a loro attribuite. B-4 era un androide relativamente primitivo, capace solamente di esprimersi in un linguaggio di base e di muoversi. Lore, il quarto tentativo, manifestò un enorme avanzamento nella capacità cognitive e di interazione, ma ebbe difficoltà ad adattarsi al "sottoprogramma etico" progettato per facilitare i rapporti con gli esseri umani; inoltre, era emotivamente instabile. Il quinto tentativo, Data, fu quello che ebbe maggiore successo. Nonostante fosse privo di capacità emotive e richiedesse un periodo di "istruzione", Data progredì assai più velocemente di quanto il dottor Soong avesse sperato in origine.

### L'entità cristallina e l'androide "Juliana"
Nel 2336 la colonia su Omicron Theta venne attaccata e completamente distrutta dall'entità cristallina, una creatura dello spazio con poteri enormi caratterizzata da una struttura cristallina somigliante ad un gigantesco fiocco di neve, in grado di raggiungere la velocità a curvatura e capace di consumare ogni forma di vita presente su un pianeta o in un'astronave. Durante l'attacco Noonien Soong e sua moglie fuggirono dal pianeta, abbandonando nel loro laboratorio il corpo inerte di Data e quello disassemblato di Lore, ma Juliana venne mortalmente ferita, cadendo in coma.
Incapace di separarsi dall'amatissima moglie, in un estremo tentativo di preservare almeno la sua memoria, Noonien costruì un nuovo androide dall'aspetto perfettamente identico a quello di Juliana, e prima che la moglie morisse trasferì in esso l'intera memoria di lei, utilizzando una tecnica di scansione sinaptica. Dopo la morte di Juliana, Soong attivò l'androide, che rimase all'oscuro della sua reale essenza. Soong aveva deliberatamente progettato l'androide perché restasse ignaro della sua vera natura, e lo programmò perché si disattivasse nell'improbabile eventualità che scoprisse di essere un androide. Esso fu anche programmato perché disattivasse e autodistruggesse la sua matrice positronica, avendo quindi una morte che sembrasse il più possibile umanamente "naturale".
L'"androide-Juliana", quantunque fosse ancora un modello dall'aspetto umano simile ai precedenti, rappresentò un significativo e decisivo avanzamento verso la riproduzione e l'espansione delle capacità umane. L'aspetto del nuovo androide era così perfetto che ella non si rese mai conto di non essere la Juliana originale. Tuttavia, la relazione tra i due si inasprì, e Juliana lasciò Soong andandosene e giungendo al pianeta Atrea IV, dove incontrò lo scienziato atreano Pran Tainer, che sposò e di cui divenne assistente.

### Sul pianeta Terlina III
Quando il massacro avvenuto su Omicron Theta venne scoperto, nel 2364, tutti credettero che anche Noonien Soong e sua moglie fossero stati uccisi durante l'attacco dell'entità cristallina. Tuttavia, nel 2367 egli fu scoperto ancora in vita, appartato in un laboratorio costruito in mezzo alla giungla del pianeta Terlina III, dove Noonien e l'androide-Juliana erano riusciti a fuggire e dove continuarono il loro lavoro fino a creare un perfetto "chip emozionale" destinato al loro "figlio" Data.
Nell'intento di richiamare Data perché tornasse da lui, al fine di installargli il chip emozionale, Soong attivò con un segnale subspaziale un dispositivo che spinse Data a prendere il controllo della USS Enterprise NCC-1701-D e a dirigersi verso Terlina III. Sfortunatamente, il medesimo segnale fu captato anche da Lore, che all'insaputa di Soong era stato riassemblato e riattivato nel 2364 dall'equipaggio dell'Enterprise.
Ebbe quindi luogo un vivace dialogo tra i due "fratelli" e il loro "padre", in cui Lore manifestò il suo disappunto per essere stato trascurato e dimenticato da Soong, che gli avrebbe anteposto Data (il chip emozionale era stato infatti progettato per Data), ma Noonien affermò di essere stato ignaro della riattivazione di Lore e di avere avuto l'intenzione di occuparsi ancora di lui per ripararlo e correggerne i difetti, ma di non averlo potuto fare a causa della precipitosa fuga da Omicron Theta in seguito all'attacco dell'entità cristallina. Data chiese a Soong perché lo avesse creato, e attraverso una serie di passaggi logici lo scienziato gli spiegò che il motivo che l'aveva guidato era lo stesso che spingeva gli esseri umani a generare un figlio: il desiderio di continuare a vivere in lui, dopo la morte.
In seguito Lore riuscì a disattivare Data prendendone il posto, e non accorgendosi dell'accaduto Soong impiantò a lui il chip. Lore, che apprendendo come il suo creatore fosse ormai vicino alla morte era stato sinceramente turbato ed aveva provato un profondo dolore, fu tuttavia sopraffatto dalla sua inclinazione malvagia e colpì violentemente Soong, fuggendo e lasciandolo morente. Data fece in tempo a ricevere un ultimo saluto da Noonien, e l'ultima parola che lo scienziato si sentì dire dall'androide prediletto prima di morire fu: "Padre".

### Eredità
In seguito nella serie Star Trek: Picard si viene a sapere che ebbe un figlio, Altan Inigo Soong, scienziato cibernetico, anch'egli interpretato da Brent Spiner, che portò avanti i suoi studi creando e migliorando androidi umanoidi estremamente avanzati, un'intera comunità di esseri sintetici senzienti sul pianeta Gulion IV.

### Sogni e ricordi
Nonostante la morte di Soong, questo non fu l'ultimo incontro che Data ebbe con suo padre. Noonien aveva installato nella memoria di base dell'androide una subroutine che gli avrebbe permesso di sognare quando egli avesse raggiunto un certo livello di sviluppo. Il circuito dei sogni venne prematuramente attivato durante un esperimento a cui Data fu sottoposto dal dottor Julian Bashir, della stazione spaziale Deep Space Nine. I sogni di Data inclusero delle immagini di Noonien Soong da giovane che come un fabbro forgiava un uccello, che rappresentava Data medesimo.
Quando l'Enterprise D giunse ad Atrea IV nel 2370 per fornire assistenza agli esperimenti che venivano fatti sul nucleo del pianeta, Data e l'androide Juliana si reincontrarono, sebbene Data non fosse a conoscenza del contributo di lei alla sua progettazione e creazione, poiché la sua memoria era stata cancellata durante l'attacco dell'entità cristallina su Omicron Theta. Alcuni ricordi dell'androide-Juliana relativi a Noonien Soong erano frammentari, come quello sulla morte di Soong e quello sulla sua creazione come androide. Durante la missione, Juliana venne ferita, e la sua vera natura venne quindi alla luce. Dopo aver visto un ologramma di Noonien Soong registrato per spiegare quanto era accaduto realmente in merito alla creazione sia di Data che dell'androide Juliana, in cui Soong diceva al "figlio" Data che si era sempre rammaricato di aver considerato il suo lavoro più importante di sua moglie, Data decise di non rivelare a Juliana la sua vera essenza.

## Sviluppo
Così come per Khan Noonien Singh, il nome di Noonien Soong deriva da quello di un amico di Gene Roddenberry, conosciuto durante la Seconda guerra mondiale, Kim Noonien Singh.
Il cognome Soong proviene dall'Asia Orientale, precisamente dalla Cina o dalla Corea. Soong (romanizzato in Sòng: 宋 ) è il nome cinese di una dinastia imperiale che resse la Cina dal 960 al 1279, oltre che un cognome coreano (송). Tuttavia le vere origini di Soong non vengono mai spiegate esplicitamente né nella serie né nei film.

## Interpreti
Il dottor Noonien Soong è interpretato in tutte le sue apparizioni da Brent Spiner ed è doppiato da Sergio Graziani in due episodi della serie e Roberto Del Giudice in un altro

## Filmografia
- Star Trek: The Next Generation - serie TV, episodi 4x03-6x16-7x10
- Robot Chicken - serie animata, episodio 6x15 (2013)

## Pubblicazioni

### Romanzi
- (EN) Jean Lorrah, Survivors, collana Star Trek: The Next Generation, n. 4, New York, Pocket Books, 1989, ISBN 0671674382.
- (EN) Jeffrey Lang, Immortal Coil, collana Star Trek: The Next Generation, New York, Pocket Books, 2002, ISBN 0743405927.
- (EN) David Mack, The Persistence of Memory, collana Star Trek: The Next Generation, New York, Pocket Books, 2012, ISBN 1451650728.
- (EN) David Mack, Silent Weapons, collana Star Trek: The Next Generation, New York, Pocket Books, 2012, ISBN 1451650760.
- (EN) Jeffrey Lang, The Light Fantastic, collana Star Trek: The Next Generation, New York, Pocket Books, 2014, ISBN 1476750513.
- (EN) Elizabeth Chaipraditkul, Meghan Fitzgerald, Jack Geiger, Aaron Pollyea e John Snead, Sciences Division Supplement, collana Star Trek: Adventures, New York, Modiphius Entertainment, 2019, ISBN 9781910132890.

## Giochi

### Giochi da tavolo
- Star Trek: Adventures